# Wild Man Fischer and Smegma Sing Popoular Songs
Wild Man Fischer and Smegma Sing Popoular Songs è uno split album di musica sperimentale di Wild Man Fischer e della band Smegma pubblicato nel 1997.

## Tracce
(Il Lato A sono canzoni di Wild Man Fischer, il Lato B sono canzoni degli Smegma)

### Lato A
1. Stigmatize Your Mind - 1:10
2. Midnight Train/Rock-n-Roll Star/Say It - 15:55
3. Jimmy Durante - 0:47
4. Dandylion Flower - 0:45
5. Please Like Us - 0:44

### Lato B
1. Potato War - 0:52
2. Stino - 2:20
3. Breakfast with Bananas - 4:08
4. Auto Suk# 2 - 8:00
5. When the Saints Go Marching In - 3:09
6. Fill the Boot - 1:44
7. The Party's Over - 1:45